# Egipins
Els egipins (Aegypiinae) o gipins (Gypinae) són una subfamília d'ocells de la família dels accipítrids (Accipitridae). Són grans rapinyaires d'hàbits necròfags, i els més típics entre els voltors del Vell Món.
Tenen una distribució limitada a les zones de clima càlid i temperat d'Euràsia i Àfrica. Als Països Catalans es presenten el voltor comú i el voltor negre.

## Sistemàtica
Tradicionalment s'incloïen dins aquest grup les altres espècies conegudes com a voltors del Vell Món, però com a conseqüència d'estudis genètics de principis del segle xxi, els gèneres Neophron, Gypaetus i Gypohierax van ser inclosos a la subfamília Gypaetinae. Se n'han agrupat dins aquesta subfamília 6 gèneres, que segons la classificació del Congrés Ornitològic Internacional (versió 2.11, 2011) contenen 13 espècies.
- Gènere Aegypius, amb una espècie: Voltor negre.
- Gènere Gyps, amb 8 espècies.
- Gènere Necrosyrtes, amb una espècie: Aufrany fosc.
- Gènere Sarcogyps, amb una espècie: Voltor cap-roig.
- Gènere Torgos, amb una espècie: Voltor orellut.
- Gènere Trigonoceps, amb una espècie: Voltor capblanc.